# Resident Evil: Operation Raccoon City
Resident Evil: Operation Raccoon City est un jeu vidéo de tir à la troisième personne développé par Slant Six Games et édité par Capcom en 2012 sur PlayStation 3, Xbox 360 et Windows. C'est un épisode multijoueur qui se situe chronologiquement autour de Resident Evil 2 et Resident Evil 3,.
Il s'agit de revivre l'envahissement de Raccoon City par les zombies mais cette fois-ci sous d'autres angles de vue : d'abord celui de l'USS, une unité de commandos qui a pour mission de faire disparaître toutes les preuves de culpabilité de la société Umbrella, puis sous celui des soldats d'élites de l'armée américaine (Spec Ops) cherchant à trouver la source de ce désordre.

## Trame

### Synopsis
Fin 1998. L'équipe Delta de l'USS, nommé Wolfpack, est envoyée aux laboratoires Umbrella pour assister l'USS Alpha Team, dirigée par Hunk. Sa mission est de récupérer les échantillons du Virus-G, détenus par William Birkin. Ce scientifique avait trahi la firme en vendant le Virus G au gouvernement américain. La mission s'effectua sans trop de soucis jusqu'à ce que Birkin, grièvement blessé par Hunk, s'injecte le virus et finisse par muter avant de prendre les équipes Delta et Alpha en chasse. La mission se solda d'un échec quand ils finirent par perdre l'échantillon (que Hunk ira récupérer). Durant le combat, plusieurs fioles de Virus-T sont brisées. Des rats d'égouts affamés en seront contaminés puis s'en iront répandre le fléau dans la ville de Raccoon City. En une seule semaine, la folie et le chaos devinrent maîtres des rues dévastées. Presque tenue responsable de cet accident, l'équipe Wolfpack est déployée dans les rues de Raccoon City avec pour objectif de détruire toutes les preuves pouvant relier Umbrella à cette épidémie.
Après la destruction d'une partie des preuves aux archives civiles, Wolfpack fut confronté à Nicholai Ginovaef, qui tentera sans succès de les éliminer. Une fois le reste des preuves détruites, soit celles qui se trouvaient au poste de police, et les survivants éliminés, l'équipe aurait dû être évacuée. Au bout de la rue, une voiture de police contenant Claire Redfield et Leon S.Kennedy s'écrasa non loin de leur position. Umbrella leur donna alors comme ultime objectif de les poursuivre et les faire disparaître comme les autres survivants. Après un bref combat, Léon leur échappa et l'agence décida d'abandonner l'équipe en ville pour leur incompétence.
Dix heures plus tard, blessés mais vivants, les membres de Wolfpack furent recontactés par Umbrella, qui leur donna alors une seconde et dernière chance d'être évacués : s'occuper des espions ayant infiltrés les labos secrets Umbrella, ces derniers n'étant autres que Léon et Ada Wong. Constatant la "mort" d'Ada via les caméras de sécurité, il ne restait plus que Léon sur la liste. L'équipe le retrouva dans le dépôt de trains Lonsdale, accompagné de Claire et Sherry Birkin. La petite fille possédant en elle les gênes du Virus-G, Umbrella demanda  ce qu'elle soit ramenée vivante afin d'en extraire l'antigène de son sang. Une fois les zombies écartés et Léon neutralisé, Wolfpack menaça Claire de l’exécuter si elle ne leur donnait pas Sherry. Elle allait se rendre lorsque Léon ouvrit les yeux à Wolfpack en disant qu'Umbrella n'en avait rien à faire de leur vie et qu'ils mourraient tous si cette mission venait à se terminer. Devant cette lumière révélatrice, Vector et Four-Eyes décidèrent de les épargner. Lupo, Bertha, Beltway et Spectre n'étant pas de leur avis, un combat sanglant s'engagea entre les anciens alliés. Vainqueurs, Vector et Four-Eyes contactèrent Umbrella pour leur dire qu'il exigeaient plus d'argent et un hélicoptère d'évacuation dans la minute si la mission voulait avoir une chance de se terminer. Umbrella refusant les négociations, les deux ex-USS lui envoyèrent leur démission dans la figure avant de se jurer la vengeance pour cette trahison. Ils laissèrent ensuite Léon, Claire et Sherry partir.
Cherchant à s'échapper, Vector traversa les rues en abattant toute menace sur sa route. Il perdra Four-Eyes pendant cette phase. Le 1er octobre, il parvient enfin, après de nombreux efforts, à fuir la ville de Raccoon City peu avant le largage de l'ogive nucléaire qui anéantira la ville, sur ordre du gouvernement américain. La suite de son périple est inconnue, mais il est presque sûr qu'il prépare sa vengeance contre ceux qui l'ont trahi.

### Personnages

Logo de la société pharmaceutique fictive Umbrella.

Le jeu se divise en deux campagnes indépendantes, l'une sous les traits de l'U.S.S et l'autre en tant qu'équipe des forces spéciales. La campagne USS est disponible en entière de base et constitue la trame scénaristique principale et cohérente avec l'univers de Resident Evil et les suites chronologiques à cette opus. La campagne Forces Spéciales est disponible sous forme de trois DLC (contenu téléchargeable) contenant chacun deux missions.
Les personnages principaux de la campagne U.S.S., qui font partie de l'équipe Delta de l'U.S.S. (Umbrella Security Service), sont :
Karena Lesproux alias "Lupo" (ASSAUT) : est la leader de l'équipe. Elle a travaillé dans les Forces Spéciales Françaises. C'est une femme qui est attirée par l'argent. En raison des liens affectifs qu'elle a avec ses collègues, ceux-ci l'ont nommée mère louve.
Hector Hivers alias "Beltway" (DÉMOLITION) : est un expert en explosifs mais il a eu un terrible accident, ce qui lui a coûté sa jambe gauche.
Vector (RECONNAISSANCE) : L'identité de Vector est inconnue. Son uniforme a été personnalisé avec de la matière de technologie et d'apparence. Il utilise le camouflage pour être invisible pendant un certain temps et aussi le mimétisme pour se vêtir de la même apparence que l'ennemi.
Michaela Schneider alias "Bertha" (MÉDECINE) : est l'infirmière de l'équipe.
Christine Yamata alias "Four-Eyes" (SCIENCE) : est la scientifique de l'équipe. Elle s'est consacrée à la science pendant quasiment toute sa vie et a essayé des expériences sur plusieurs personnes.
Vladimir Bodrovski alias "Spectre" (SURVEILLANCE) : gère la surveillance dans l'équipe. Il peut tout voir, même à travers les murs grâce à des lunettes spéciales.
Les personnages principaux de la campagne Forces Spéciales font partie de l'équipe Echos Six des Forces Spéciales (Spec Ops) sont:
Crispin Jettingham alias "Dee-Ay" (ASSAUT) : est le leader de l'équipe. Il a travaillé pendant une grande partie de sa vie dans l'armée Américaine mais on lui a ensuite proposé le poste de chef dans l'Echos Six.
Marissa Rondson alias "Tweed" (DÉMOLITION) : est une experte en explosifs. À l'époque, elle était un agent de la Secret Intelligence Service qui a été envoyée à Raccoon City pendant l'histoire de Resident Evil Outbreak, mais elle a démissionné à la suite d'une blessure due à un explosif. Grâce à son talent, elle a travaillé dans l'armée américaine, et celle-ci lui a proposé de faire partie de l'Echos Six, où elle a été recrutée avec succès.
Caroline Floyd alias "Willow" (RECONNAISSANCE) : a les mêmes compétences que son ennemi Vector. Sa vie a eu un début difficile car elle a dû vivre dans la pauvreté avec ses parents dans le Montana. À la fin de ses études, elle a rejoint l'armée américaine, puis a fini dans l'Echos Six.
Ereez Morris alias "Harley" (MÉDECINE) : est l'infirmier de l'équipe. Il a été un motard grossier et à la fois un criminel, mais il a lutté pour éviter la peine de prison avant de travailler dans l'armée américaine, où après, il a fini dans l'Echos Six.
Lawrence Kimbala alias "Shona" (SCIENCE) :  est le scientifique de l'équipe. Il a grandi dans le Zimbabwe, où il a étudié des maladies comme: le VIH, le choléra ou encore les infections à staphylocoques. Grâce à son talent, il a été recruté dans l'Echo Six.
Sienna Fowler alias "Party-Girl" (SURVEILLANCE) : gère la surveillance dans l'équipe. C'est une jeune séductrice, elle adore faire la fête. Un emploi lui a été offert : rejoindre l'Echos Six à la suite d'une histoire avec le gouvernement fédéral Américain.
Les personnages suivants sont également présents ou mentionnés dans le jeu : Leon S. Kennedy, Claire Redfield, Ada Wong, Hunk Death, Jill Valentine, Sherry Birkin, William Birkin, Carlos Oliveira, NIGHT HAWK, GOBLIN 6, Nemesis et Nicholai Ginovaef.

### Fins possibles
Deux fins sont disponibles dans le jeu, mais cela dépendra du choix du joueur. Il doit choisir entre exécuter ou défendre Léon.
1. Défendre Léon : Si vous avez choisi de défendre Léon, vous allez devoir tuer deux de vos collègues qui ont choisi le contraire de votre choix pour gagner le droit d'être évacué. Une fois ceux-ci éliminés, votre personnage annoncera au commandant que les cibles ont été appréhendées mais qu'avant de finir le boulot, vous exigez plus d'argent et un hélicoptère pour être évacués mais celui-ci refuse et insiste pour que vous finissiez la mission. Votre personnage refuse à son tour et annonce sa démission puis son intention de vengeance. Le commandant décide alors de vous laisser pourrir dans la ville. Si vous jouez Vector lors de cette fin, un dialogue aléatoire des crédits vous annonce sa fuite de la ville.
2. Exécuter Léon : Si vous avez choisi d’exécuter Léon, vous allez devoir le tuer en plus de deux de vos collègues qui ont choisi le contraire de votre choix afin de faire payer sa trahison à Umbrella. Une fois Léon éliminé, votre personnage annonce sa réussite au commandant et s'apprête à embarquer Sherry de force pour la livrer à Umbrella mais Claire se dresse devant vous, sans arme, pour la protéger. Devant cet entêtement énervant, votre personnage la menace de son arme. Celle-ci supplie d'être épargnée mais succombera tout de même de votre main. Léon et Claire morts, Sherry est remise à Umbrella et votre mission est un succès.
La 1ere fin est la vraie fin du jeu étant donné que Léon, Claire et Sherry réapparaissent dans les jeux suivants l'ordre chronologique. La 2e fin est une alternative au cas où Umbrella aurait récupéré Sherry, donc le Virus-G, permettant au joueur d'ouvrir son esprit quant à la suite possible des évènements.[réf. nécessaire]

## Système de jeu
Le système du jeu s'appuie sur celui de ses prédécesseurs, à savoir une caméra dans le dos du personnage au niveau de l'épaule. Les actions contextuelles sont nombreuses, elles proposent entre autres choses d'attaquer un ennemi au corps à corps, d'esquiver une attaque ou encore d'activer un levier. Le gameplay dispose de mouvements de couverture, tir à l'aveugle, capacités spéciales uniques pour chaque personnage, bouclier humain.
Le mode multijoueur est mis en avant dans cet épisode, malgré une campagne considérée peu innovante par la critique.

## Doublages
- Leon S. Kennedy : Gilles Morvan
- Claire Redfield : Véronique Desmadryl
- Ada Wong : Juliette Degenne
- Hunk Death : Paul Borne
- Jill Valentine : Marie Zidi
- William Birkin : Raphaël Cohen
- Nicholai Ginovaef : Sylvain Lemarie
- Vector : Guillaume Orsat
- Beltway : David Kruger
- Bertha : Hélène Bizot
- Spectre : Olivier Peissel
- Lupo : Raphaëlle Valenti
- Four-Eyes : Nathalie Homs
- Harley : Antoine Tomé
- Caroline Floyd : Marie Chevalot
- Shona : Eric Peter
- Tweed : Laëtitia Lefebvre
- Party Girl : Isabelle Volpé